# Smilno
Smilno este o comună slovacă, aflată în districtul Bardejov din regiunea Prešov. Localitatea se află la altitudinea de 413 m deasupra n.m., se întinde pe o suprafață de 13,8 km2 și în 2017 număra 693 de locuitori. Se învecinează cu comuna Jedlinka.

## Istoric
Localitatea Smilno este atestată documentar din 1250.

## Demografie
| An:                | 1994 | 2004   | 2014   | 2024   |
| ------------------ | ---- | ------ | ------ | ------ |
| Număr de persoane: | 725  | 713    | 706    | 691    |
| Diferență:         |      | −1,65% | −0,98% | −2,12% |

| An:                | 2023 | 2024   |
| ------------------ | ---- | ------ |
| Număr de persoane: | 689  | 691    |
| Diferență:         |      | +0,29% |